# Кенигсхајм
Кенигсхајм (њем. Königsheim) општина је у њемачкој савезној држави Баден-Виртемберг. Једно је од 34 општинска средишта округа Тутлинген. Према процјени из 2010. у општини је живјело 563 становника. Посједује регионалну шифру (AGS) 8327029.

## Географски и демографски подаци
Кенигсхајм се налази у савезној држави Баден-Виртемберг у округу Тутлинген. Општина се налази на надморској висини од 897 метара. Површина општине износи 4,4 km². У самом мјесту је, према процјени из 2010. године, живјело 563 становника. Просјечна густина становништва износи 129 становника/km².